# Слобода или барбаризам
Реституција или Сан и јава старе гарде (радни наслов: Слобода или барбаризам) је предстојећи српски филм из 2025. године. Режирао га је Желимир Жилник који је написао и сценарио у сарадњи са Тањом Шљивар., 
,
, 
Светска премијера биће одржана на 75 међународном филмском фестивалу у Берлину у оквиру програмске секције Форум.

## Радња
После шест деценија живота и рада у Немачкој, стари музичар Стеван Арсин враћа се у Србију, да приведе крају дуготрајни процес реституције породичног имања - плодне земље и запуштене виле коју су му завештали родитељи.
Низ сусрета са члановима породице, пријатељима из детињства и младости и слалом кроз изазове правно-оставинских перипетија отварају неочекивано бурно ново поглавље у Стевановом животу.

## Улоге
| Глумац               | Улога |
| -------------------- | ----- |
| Милан Ковачевић      |       |
| Миливој Киждобрански |       |
| Вера Хрћан Остојић   |       |
| Мирјана Гардиновачки |       |
| Лидија Стевановић    |       |
| Радоје Чупић         |       |
| Нина Стаменковић     |       |
| Катарина Гуалтиери   |       |
| Љубиша Милишић       |       |
| Бојан Јовић          |       |